# Volilni molk
Volilni molk je v državah, ki ga poznajo, zakonsko določeno obdobje pred in med volitvami, ko je strankam, ponekod pa tudi nekaterim fizičnim osebam, prepovedano pozivati volivce, da naj volijo za določeno stranko oz. izvajati volilno kampanjo. Slovenija je med letoma 1988 in 2016 poznala eno najstrožjih ureditev volilnega molka, kjer je bilo na dan pred glasovanjem in na dan glasovanja prepovedano vsako omenjanje kandidata, pri katerem bi o kandidatu govorili z naklonjenostjo ali kritično. Od leta 2016 je veljala prepoved propagande le še za stranke, kandidate in s kampanjami povezane osebe, medtem ko za ostale prepoved in s tem molk ni več veljala. Maja 2022 je Ustavno sodišče odločilo, da Slovenija ima volilni molk in sicer za propagando, molk pa velja za vse, tudi za fizične in pravne osebe ter medije. Prepoved plačane propagande in oglaševanja poznajo v Franciji in nekaterih vzhodno-evropskih demokracijah. V večini evropskih držav je propaganda tudi na dan glasovanja neomejena.

## Slovenija
V Sloveniji je kampanja časovno opredeljena v Zakonu o volilni kampanji in v Zakonu o volilni in referendumski kampanji, predvsem v 2. členu, 1. alineju: Volilna kampanja se lahko začne najprej 30 dni pred dnem glasovanja, končati pa se mora najkasneje 24 ur pred dnem glasovanja. Ker v Sloveniji volitve potekajo v nedeljo, tako prepoved kampanje za izvajalce kampanje velja za celotno soboto in za nedeljo do zaprtja volišč. Za ostale, ki niso izvajalci kampanje, te določbe ne veljajo. Do leta 2016 so Inšpektorat MNZ in sodišča kanzovala skoraj vsako omenjanje kandidatov in strank na dan pred glasovanjem in na dan glasovanja, saj so objavo mnenj o kandidatih štela za propagando.
Vrhovno sodišče RS je s sodbo IV Ips 31/2016 odločilo, da "za pojem propagande je konstitutivnega pomena, da gre za vplivanje ali poskus vplivanja na določen krog ali čim večjo skupino ljudi, pojem propagande pa vključuje tudi načrtno oziroma sistematično ravnanje. ... Takšna objava pisanja [...] ne zasleduje neposrednega propagadnega namena, upoštevajoč, da bi kršitelj lahko s takšno objavo zasledoval tudi polemični, vedoželjni, običajno pogovorni, znanstveni ali kakšen drug namen [...] Vsaka izjava o trenutnih družbenih oziroma lokalnih razmerah, četudi kritična, še ne pomeni propagande v volilne namene, prav tako pa volilne propagande ne predstavljajo posamične objave takšnih izjav v časopisnih oziroma družbenih omrežjih." Po mnenju pravnikov Jurija Toplaka in Cirila Ribičiča od te sodbe dalje volilnega molka v Sloveniji ni bilo več.
Maja 2022 je Ustavno sodišče odločilo, da Slovenija ima volilni molk in sicer za kampanjo, molk pa velja za vse, tudi za fizične in pravne osebe ter medije. V času volilnega molka ni dovoljena javna objava novih predvolilnih vsebin, molk pa ne velja v medsebojni izmenjavi mnenj med posamezniki v zasebnem življenju. Volivci se tudi v tem času lahko seznanijo z vsemi predvolilnimi vsebinami, ki so že bile objavljene v času volilne kampanje.